# Zhenyuan (Qiandongnan)

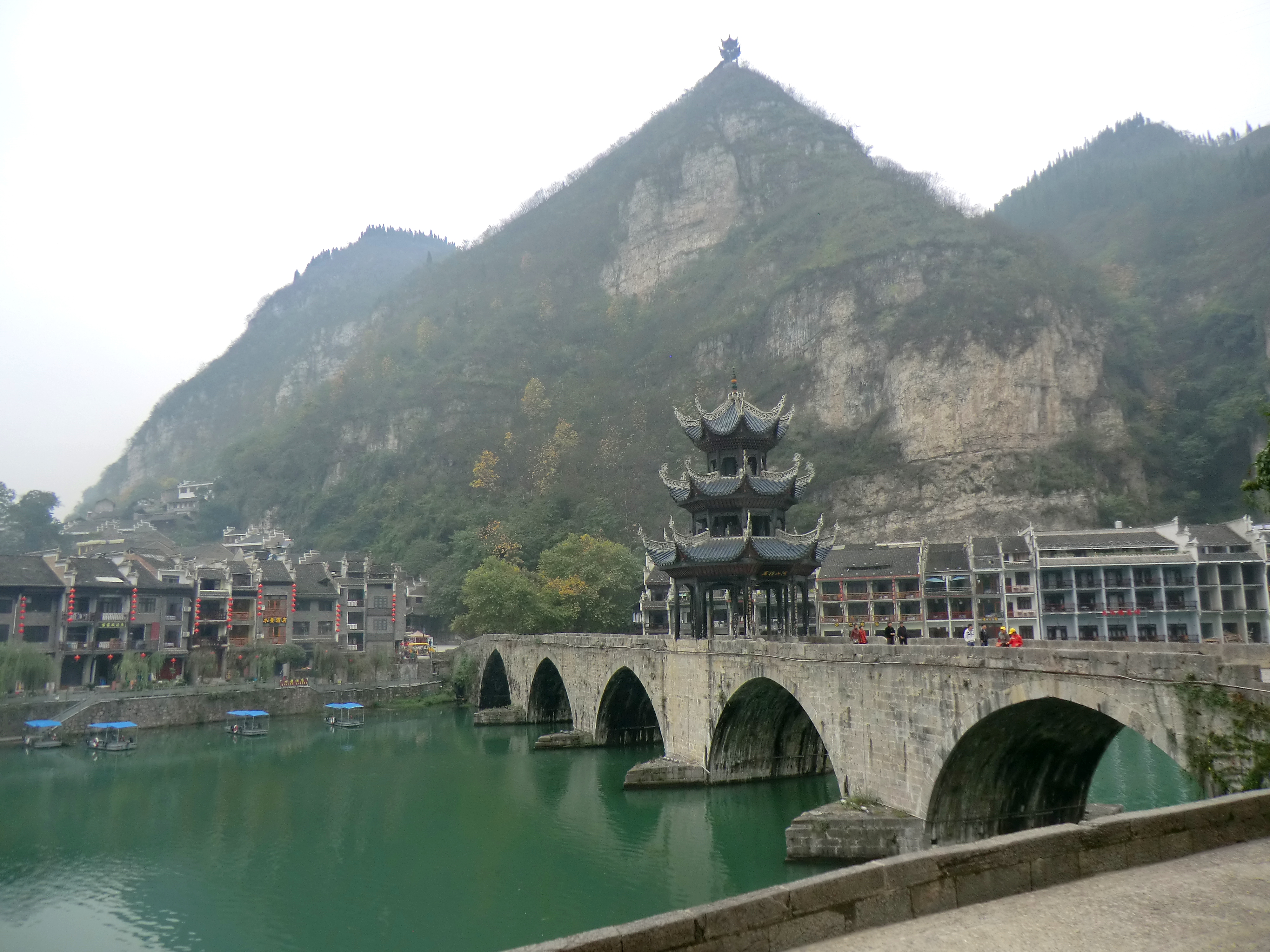
Die Stadt Zhenyuan

Zhenyuan (镇远县,  Zhènyuǎn Xiàn) ist ein chinesischer Kreis des Autonomen Bezirks Qiandongnan der Miao und Dong im Südosten der Provinz Guizhou. Er hat eine Fläche von 1.895 km² und zählt 206.800 Einwohner (Stand: Ende 2018). Sein Hauptort ist die Großgemeinde Wuyang (舞阳镇).
Die Qinglong-Höhlen (青龙洞,  Qinglong dong) aus der Zeit der Ming-Dynastie und die Stätte von Hepingcun (1941–1944) (Hepingcun jiuzhi 和平村旧址) stehen auf der Liste der Denkmäler der Volksrepublik China.